# Luisa Amaro
Luísa Amaro (Kinshasa) es una música y compositora portuguesa que se convirtió en la primera mujer en grabar y componer para guitarra portuguesa. Fue discípula de la guitarrista argentina María Luisa Anido y de Carlos Paredes, a quienes acompañó en numerosos conciertos.

## Biografía
Nació en Kinshasa pero llegó con sus padres, cuando era muy joven, a Portugal poco antes del comienzo de la guerra civil en el Congo.
Sus padres quisieron que estudiara Derecho en la Universidad Católica, pero no completó el curso, para dedicarse exclusivamente a la música.
Fue alumna del Conservatorio Nacional de Lisboa, donde estudió guitarra clásica con Lopes e Silva y con la guitarrista argentina María Luisa Anido en Barcelona, donde estudió a principios de los años ochenta. También fue alumna del guitarrista argentino Roberto Roussel en el Curso Internacional de Guitarra que realizó en 1989, en Francia.
Tras conocer a Carlos Paredes, en 1984, comenzó a tocar la guitarra portuguesa y lo acompañaría en numerosos recitales y conciertos, tanto en Portugal como en el extranjero, hasta 1993.
Tres años más tarde asumió su faceta de compositora, componiendo específicamente para guitarra portuguesa, siendo la primera mujer en hacerlo. También es la primera en grabar tanto como intérprete como autora de piezas para este instrumento.

## Obra
Discografía (seleccionada): 
- 1987 -  Espelho de sons = Mirror of sound, com Carlos Paredes e Fernando Alvim
- 1989 - Asas sobre o mundo
- 1999 - Carlos Paredes (Documento electrónico): crónica de um guitarrista amador
- 2002 - Uma guitarra com gente dentro (antologia)
- 2010 - Maria de Jesus Barroso (feat. Luísa Amaro) [12]
- 2012 - Meditherranios [13]
- 2014 - Argvs [14]
- 2018 - Mar Magalhães [15][16]

Filmografía:
- 1990 - Charlie Haden / Carlos Paredes - Encontro em Maio, realizado por Carlos Barradas[17]

- 2006 - Movimentos Perpétuos: cine-tributo a Carlos Paredes, realizado por Edgar Pêra[18]
- 2018 - Porque é Este o Meu Ofício, de Paulo Monteiro[19]